# Quand la vie est Rose
Pour plus de détails, voir Fiche technique et Distribution.
Quand la vie est Rose est un téléfilm américain réalisé par Sheldon Larry et diffusé en 2004.

## Fiche technique
- Titre original : Revenge of the Middle-Aged Woman
- Scénario : Elizabeth Buchan, Nancey Silvers
- Durée : 90 minutes
- Pays :  États-Unis

## Distribution
- Christine Lahti (V. F. : Martine Irzenski) : Rose Morrow
- Brian Kerwin (V. F. : Jacques Feyel) : Nathan Lloyd
- Bryan Brown (V. F. : Hervé Bellon) : Hal Thorne
- Abby Brammell (V. F. : Vanina Pradier) : Mindy
- Caroline Aaron (V. F. : Brigitte Virtudes) : Madeleine
- Maggie Lawson (V. F. : Laura Blanc) : Rachel
- Reid Scott (V. F. : Tony Marot) : Sam
- Anthony Heald (V. F. : Michel Mella) : Simon
- Cynthia Harris : Amelia
- Julian Bailey : Richard
- Gwen Brownson : Christine
- Esperanza Catubig : Sara
- Trey Ellett : Tom
- Winifred Freedman : Jenny
- David Gautreaux : Paul
- Elizabeth Morehead : Jenna
- Jaclyn Silvers : Cathy
- Chris William Martin : Hal jeune
- Amanda Hastings-Philipps (V. F. : Laura Préjean) : Rose jeune
- Christopher Wiehl : Nathan jeune
- Jon Bernthal (V. F. : Maurice Decoster) : l'homme au bureau
- Johnny Sneed : l'homme au salon de thé
- Ken Rudulph : le présentateur télé

Source et légende : Version française (V. F.) sur Doublagissimo